# プノンペン

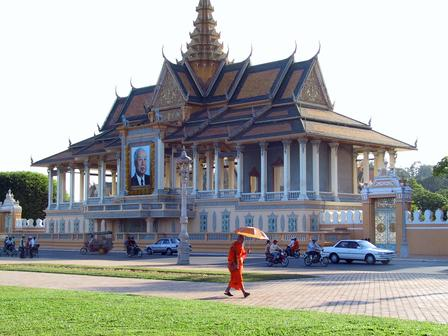
カンボジア王宮

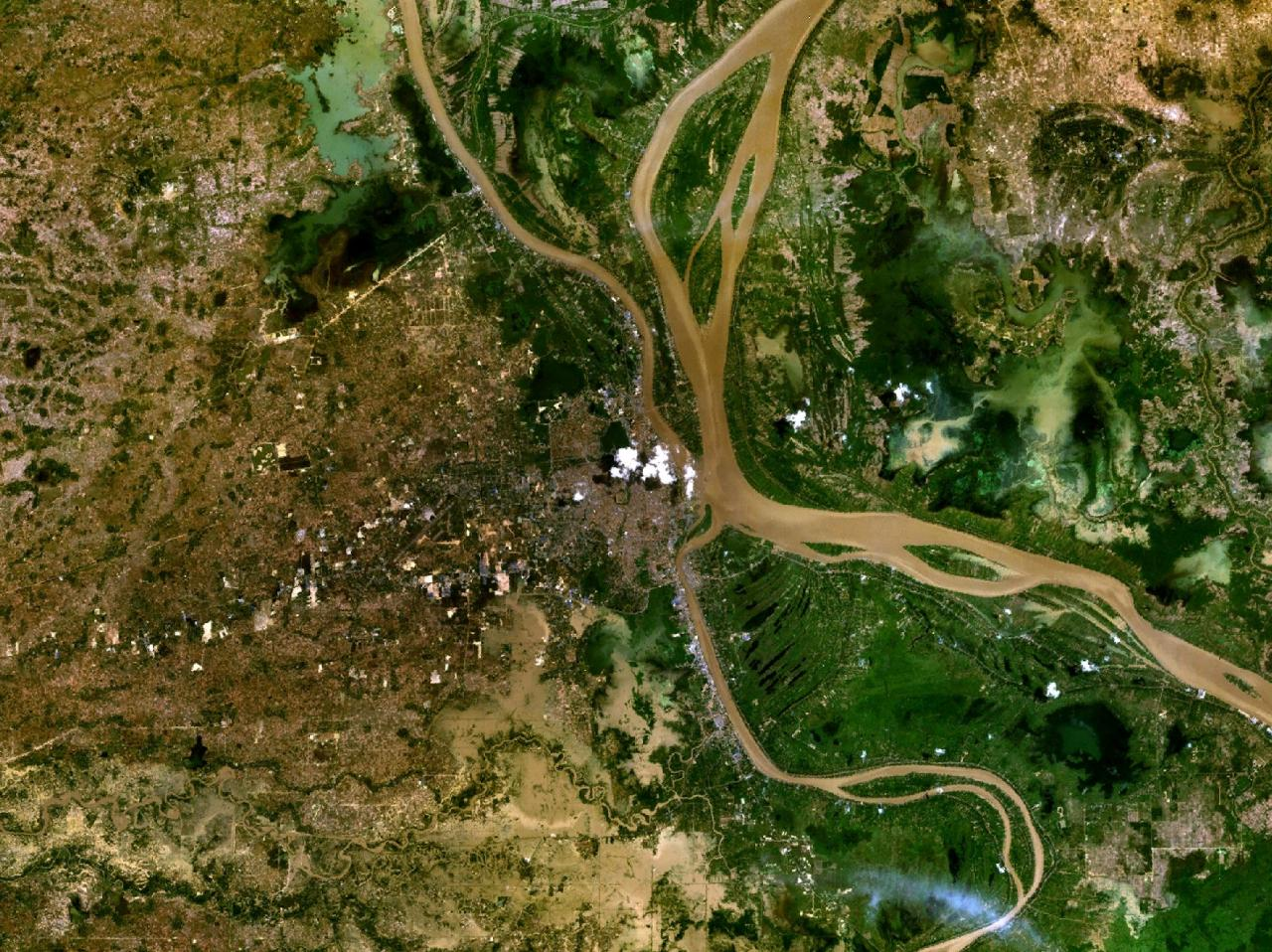
プノンペン衛星写真

プノンペン（クメール語: ក្រុងភ្នំពេញ、英語:  Phnom Penh Capital City）は、カンボジア王国の首都。
カンボジアの行政、文化、経済の中心地で、「東洋のパリ」と謳われたフランス植民地時代の美しい街並みが残っている。また、王宮があり、カンボジア国王一家が住んでいる。
プノンペンという名はクメール語で「ペン（夫人）の丘」という意味である。ペン夫人は信心深い女性で、川を流れてきた仏像を見つけ、近くの丘に祠を作り仏像を手厚く祀ったことから「プノンペン」と名付けられ、それが町の名前になった。その丘はワット・プノン（Wat Phnom）と名づけられ、ペン夫人の像や仏塔が立っている。

## 歴史

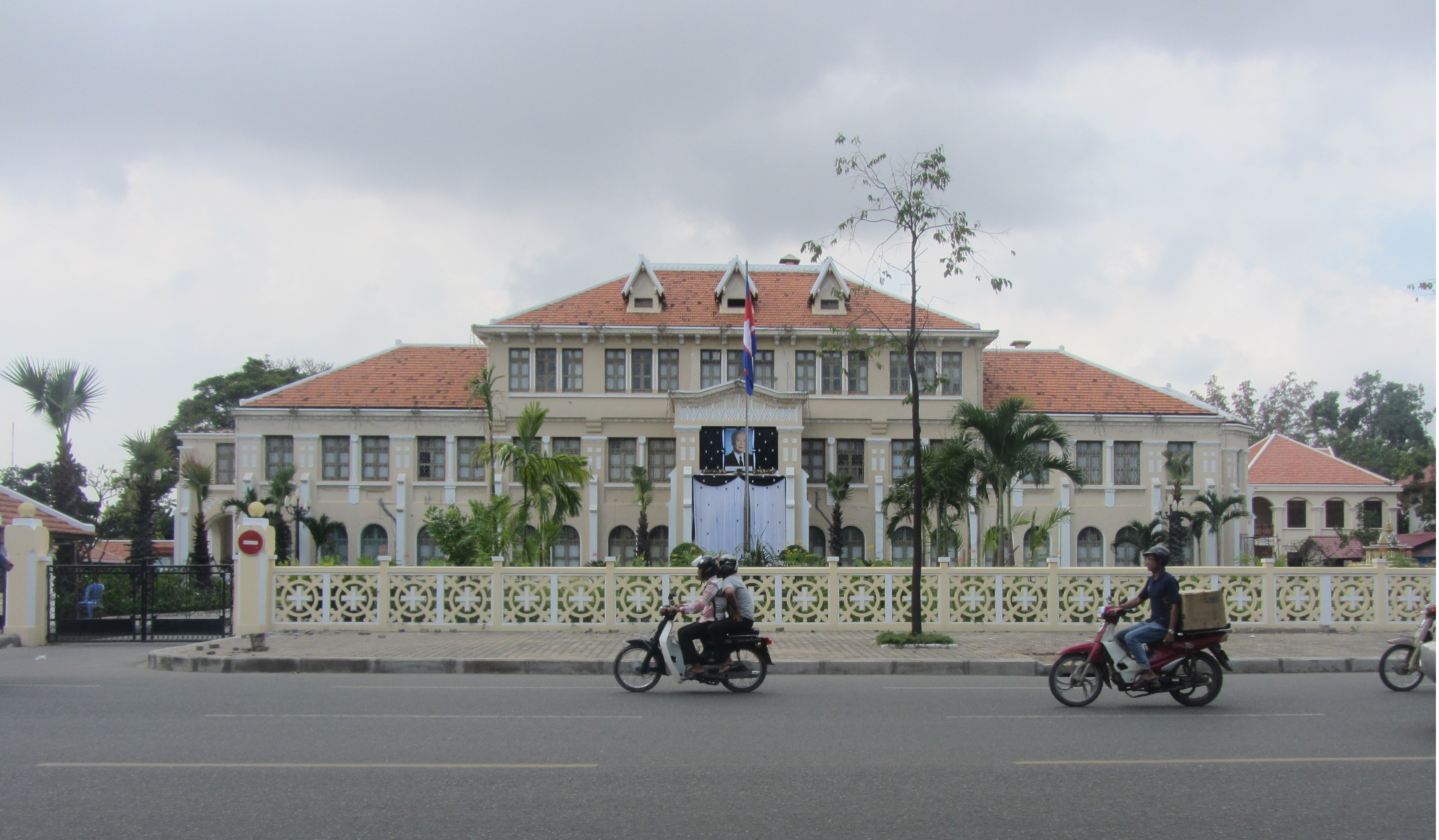
市庁舎

13世紀 ジャヤヴァルマン7世の時代、ワット・ウナロムの地に寺院が建立されている。
1431年シャムの度重なる侵攻により時の王ポニェ・ヤートはアンコール・トムからコンポンチャム州のスレイ・サントーに遷都したが、あまりに河川の氾濫たびたび起こるのでプノンペンに再遷都したという。
15－16世紀はプノンペン、ロンヴァェクと首都も転々とした。
16世紀、四つの大河の出会う場所、すなわちチャット・ムック（「四つの川＝四つの顔」を意味する。「四つの腕」という解釈も知られるが間違い）の名で知られたプノンペンは交易がさかんな町ではあったが湿地帯だった。スペイン人やオランダ人、あるいは華僑や日本人が貿易で多数往来していた。彼らはカンボジア王室の内紛に介入したりもしていたという。
1866年王宮建設、ウドンからプノンペンに遷都を行った。
1920年代、"アジアの真珠" として知られる。プノンペン国際空港建設。
1953年のカンボジア独立以来1960年代までは隣国の内戦をよそに表面的な平和を保ち、プノンペンは「東洋のパリ」としてその美しさと治安のよさを称えられていた。
1970年のロン・ノルによる軍事クーデターにより、アメリカがカンボジアに軍事介入し、共産勢力を攻撃するために農村部に爆撃を開始した。そのため農業ができなくなった農民たちが、アメリカからの空輸食料を求めて首都に集結せざるを得なくなり、1975年ロン・ノル政権末期にはプノンペンの人口は200万人を超えていたといわれている。
1975年4月17日、クメール・ルージュによりプノンペンは陥落した。最初は市民に歓迎ムードで迎えられたクメール・ルージュであるが、アメリカが爆撃に来るなどと市民を偽り、あるいは暴力をもって強制的に市民を各方面へと放逐した。この過程で抵抗して射殺されたり、自殺したり病人、老人や子供、妊婦など数万人が犠牲となったといわれている。
以後1979年1月7日の、ヴェトナム軍と、ヘン・サムリン率いるカンプチア民族救国戦線とによるプノンペン陥落までの間、都市人口はわずかに5000人ほどであったといわれている。プノンペンにはS21という、元々はキエンスワイという土地で高等学校だった場所に強制収容所が設けられ、ロンノル時代の公務員、軍人、知識人はもとより、クメール・ルージュの忠実な幹部までがさまざまなスパイ容疑のもとに収容、拷問された挙句、市外近郊のチュンエクにある、いわゆるキリング・フィールドにて惨殺された。2万人以上収容されて、生存者はわずかに6名といわれている。ちなみに映画でも有名になったキリング・フィールドという言葉は固有名詞では決してなく、カンボジア各地に存在する。
またこの時代、シハヌーク元国王一族はシハモニ現国王ともどもプノンペンの王宮に幽閉されていた。しかし彼らはプノンペン陥落前にクメール・ルージュによって中国に脱出させられた。
1991年にカンボジア内戦が終結し、その後はカンボジアの経済成長と共に発展を続けている。近年では日本企業の進出も活発であり、2014年にはカンボジア国内初の本格的ショッピングモールであるイオンモールプノンペン、更に2015年にはカンボジア国内初の日本資本のホテルである東横インプノンペンがオープンした。また三菱商事や三井住友銀行・パナソニックの企業も市内に事務所を設置している。

## 地理
カンボジア南部にあり、メコン川の上下流・トンレサップ川・バサック川の「四つの川」の合流点に位置する（厳密に言えば「トンレサップ」は湖と川の両方を含めた語彙であり、「トンレサップの河川部分」という表現が正しい）。

## 気候
| プノンペンの気候                         | プノンペンの気候 | プノンペンの気候 | プノンペンの気候 | プノンペンの気候 | プノンペンの気候 | プノンペンの気候 | プノンペンの気候 | プノンペンの気候 | プノンペンの気候 | プノンペンの気候 | プノンペンの気候 | プノンペンの気候 | プノンペンの気候 |
| 月                                       | 1月              | 2月              | 3月              | 4月              | 5月              | 6月              | 7月              | 8月              | 9月              | 10月             | 11月             | 12月             | 年               |
| ---------------------------------------- | ---------------- | ---------------- | ---------------- | ---------------- | ---------------- | ---------------- | ---------------- | ---------------- | ---------------- | ---------------- | ---------------- | ---------------- | ---------------- |
| 平均最高気温 °C （°F）                   | 31.5 (88.7)      | 32.8 (91)        | 34.9 (94.8)      | 34.9 (94.8)      | 34.3 (93.7)      | 33.5 (92.3)      | 32.5 (90.5)      | 32.5 (90.5)      | 32.3 (90.1)      | 31.1 (88)        | 29.9 (85.8)      | 30.1 (86.2)      | 32.5 (90.5)      |
| 平均最低気温 °C （°F）                   | 21.9 (71.4)      | 23.0 (73.4)      | 24.1 (75.4)      | 25.0 (77)        | 25.3 (77.5)      | 25.0 (77)        | 24.7 (76.5)      | 24.6 (76.3)      | 24.3 (75.7)      | 23.8 (74.8)      | 22.7 (72.9)      | 21.7 (71.1)      | 23.8 (74.8)      |
| 降水量 mm （inch）                       | 25.5 (1.004)     | 11.5 (0.453)     | 58.0 (2.283)     | 101.0 (3.976)    | 111.6 (4.394)    | 177.1 (6.972)    | 195.9 (7.713)    | 172.0 (6.772)    | 248.8 (9.795)    | 318.9 (12.555)   | 135.0 (5.315)    | 80.3 (3.161)     | 1,635.6 (64.394) |
| 平均降雨日数                             | 2.8              | 2.4              | 5.2              | 8.6              | 16.4             | 16.6             | 19.6             | 21.4             | 19.8             | 24.0             | 11.8             | 4.8              | 153.4            |
| 出典：Hong Kong Observatory October 2011 |                  |                  |                  |                  |                  |                  |                  |                  |                  |                  |                  |                  |                  |

## 行政
他の州と並列の首都単独の自治体であり、首都プノンペン、プノンペン都などと呼称されている。

### 行政区画
14区に分かれている。日本語は在カンボジア日本大使館の表記
1. チャムカモン区（英語版）（クメール語: ខណ្ឌចំការមន）
2. ドンペン区（英語版）（クメール語: ខណ្ឌដូនពេញ）
3. 7マカラ区（英語版）（クメール語: ខណ្ឌប្រាំពីរមករា）
4. トゥ―ルコーク区（クメール語: ខណ្ឌទួលគោក）
5. ダンカオ区（英語版）（クメール語: ខណ្ឌដង្កោ）
6. ミエンチェイ区（英語版）（クメール語: ខណ្ឌមានជ័យ）
7. ルセイカエウ区（英語版）（クメール語: ខណ្ឌឫស្សីកែវ）
8. センソック区（英語版）（クメール語: ខណ្ឌសែនសុខ）
9. ポーセンチェイ区（英語版）（クメール語: ខណ្ឌពោធិ៍សែនជ័យ）
10. チュロイチョンバー区（英語版）（クメール語: ខណ្ឌជ្រោយចង្វារ）
11. プレークプノウ区（英語版）（クメール語: ខណ្ឌព្រែកព្នៅ）
12. チュバーオンパウ区（英語版）（クメール語: ខណ្ឌច្បារអំពៅ）
13. ボンケンコン区（英語版）（クメール語: ខណ្ឌបឹងកេងកង）
14. コンボ―ル区（英語版）（クメール語: ខណ្ឌកំបូល）

## 交通

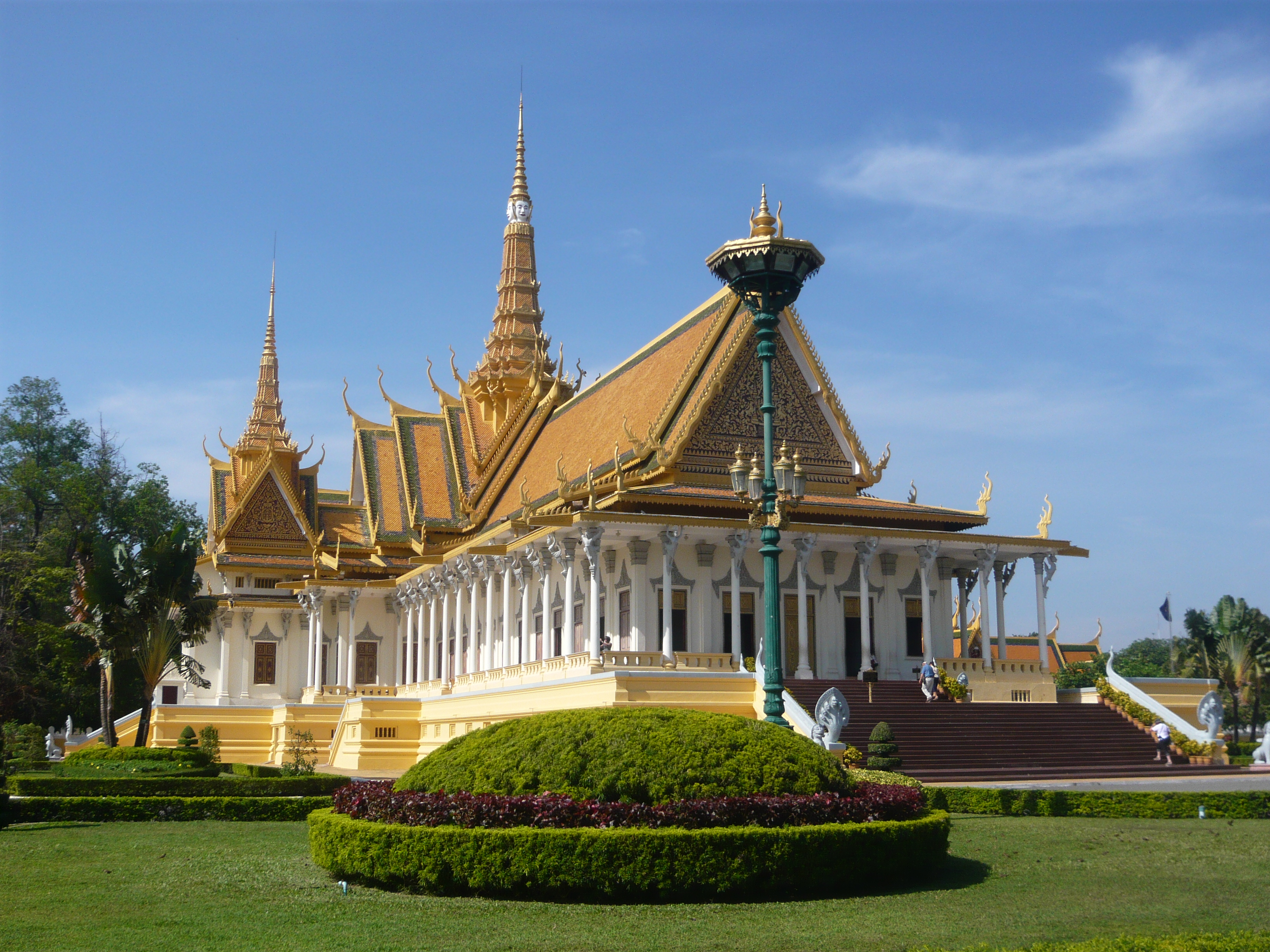
王宮

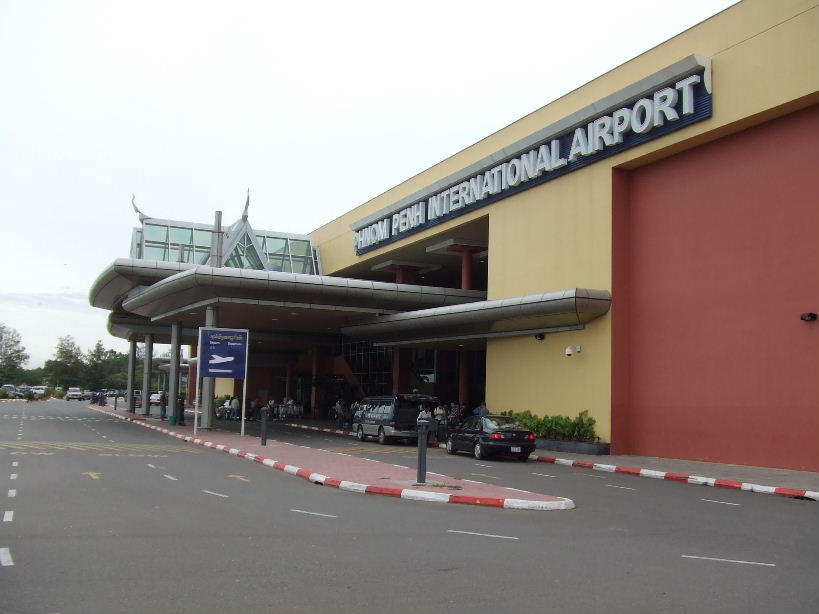
プノンペン国際空港

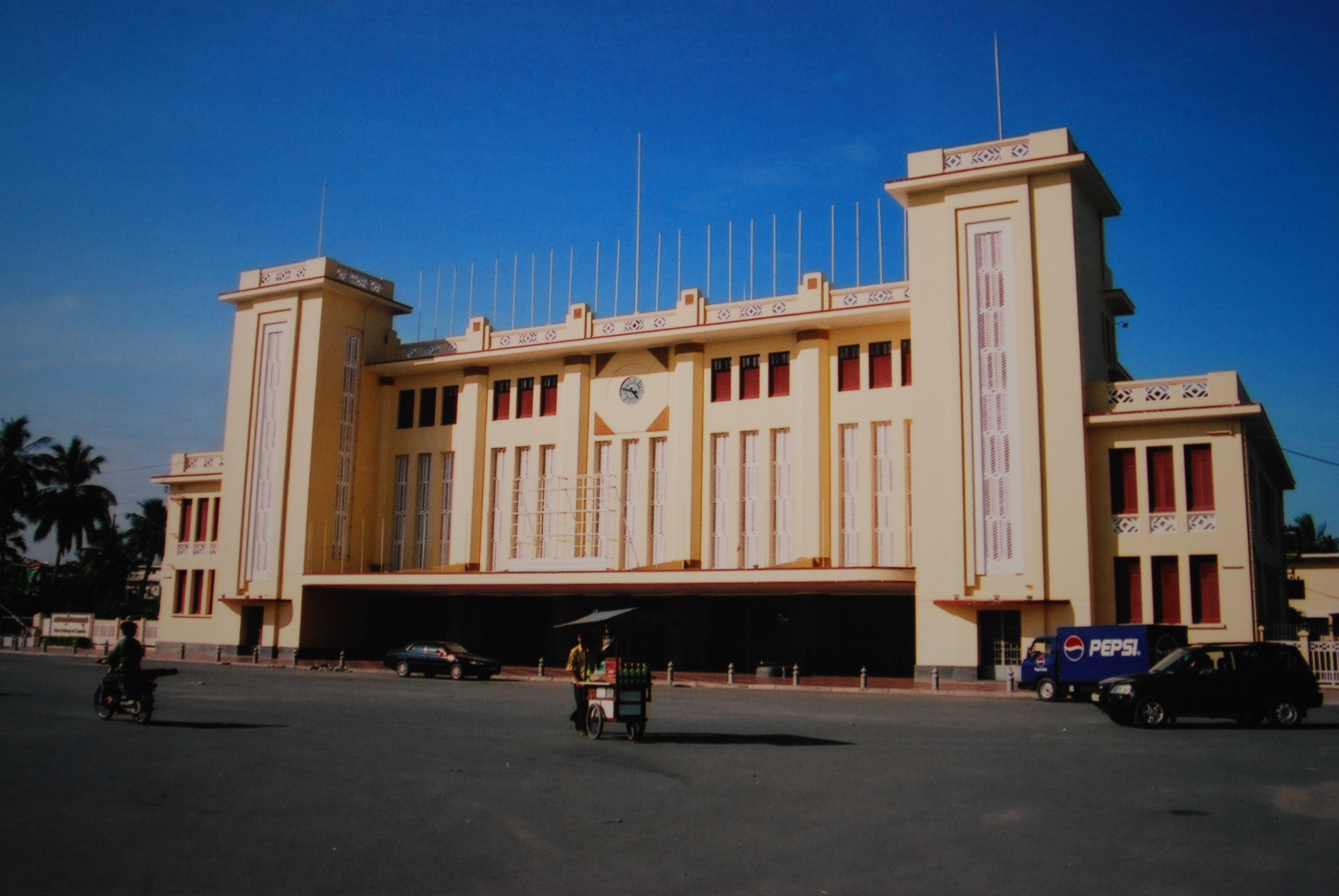
プノンペン駅

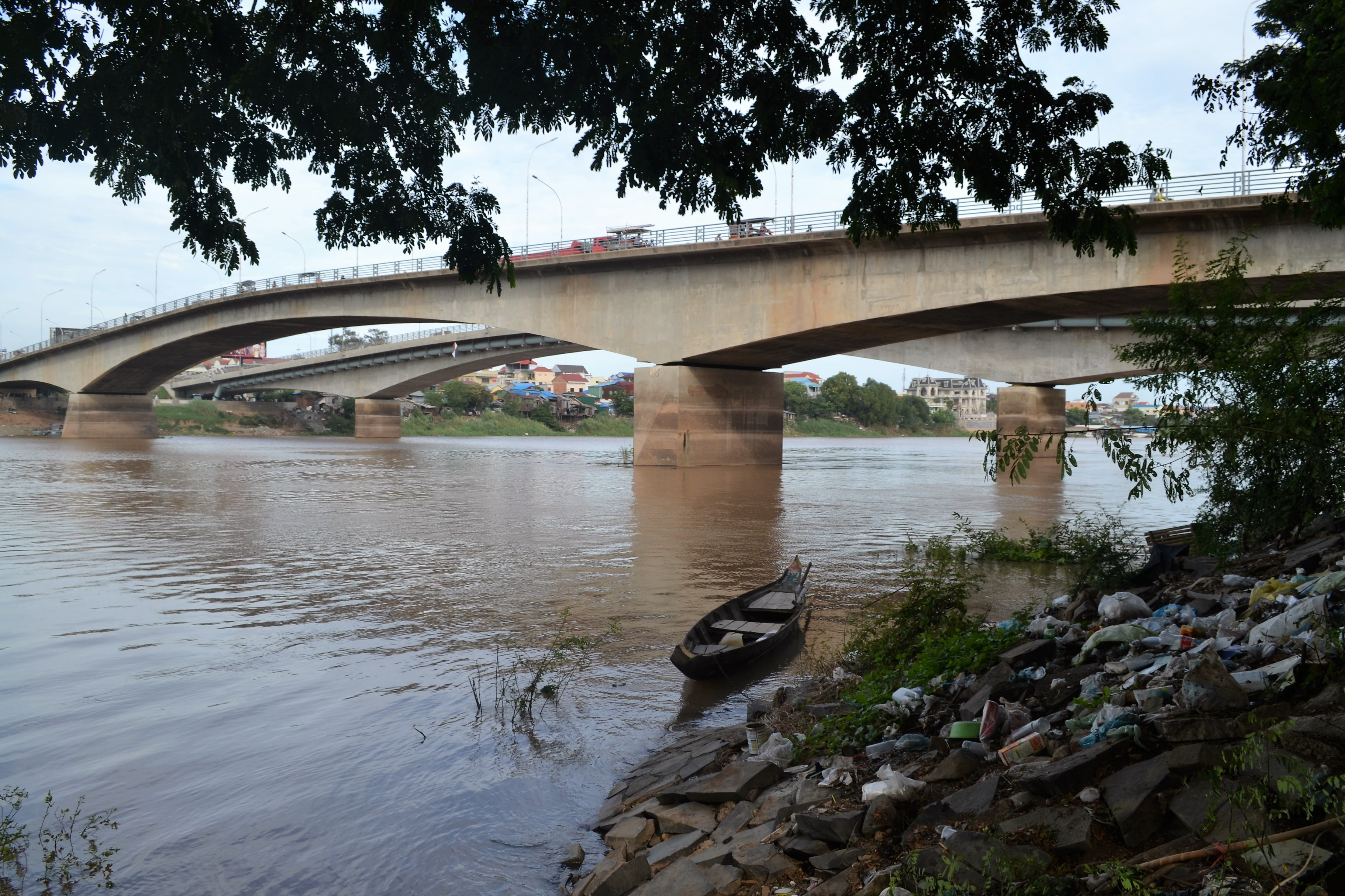
プノンペン郊外

### 空港
カンボジア最大の空港、プノンペン国際空港がある。日本への直行便は2016年9月1日より全日本空輸によって成田国際空港―プノンペン国際空港間で直行便が１日１往復運航している。
新プノンペン国際空港が、2023年の開港を予定している。

### 鉄道
仏領インドシナ時代に鉄道が整備され、タイへの国際列車が運行もされていたが、カンボジア内戦により設備は荒廃した。戦後カンボジア国鉄によりプノンペン - バッタンバン間に1週間に1往復運行された時期もあったが、2010年現在全線運休状態である。
2010年代には、タイに向かう鉄路の修復が行われており、2018年段階では一部区間（プノンペンからポーサット州）は運行が可能な状態となっている。

### バス
2014年2月2日から、試験的に1路線を走らせ始めた。当初はモニボン通りを南北に往復する系統で10～15分間隔での運行となっていた。
その後、2014年3月より1番の本格運行を開始した。更に2014年9月には2番と3番の運行を開始した。

#### 国際バス
また隣国ベトナムのホーチミン市への直行または連絡バスがあり、最もメジャーなゲストハウスの老舗キャピタル・ゲストハウスが運行するホーチミン行きのバスは、バベット／モクバイ国境までは、キャピタル・ゲストハウスのバスを、ベトナム側はシンカフェのバスを利用する。デタム通りにあるシンカフェ本店の前に到着する。
またタイのバンコクへの連絡バスも運行されている。乗り継ぎはシェムリアップの場合が多い。

#### 国内バス
国内の各都市へは路線バスが運行されている。キャピタルゲストハウスの場合、ゲストハウスの前から、シェムリアップ行き、シアヌークビル行きなどが運行されている。

### タクシー
プノンペン市内から地方への乗り合いの路線タクシーが運行されている。決まった時刻表はなくタクシーが定員になると出発する。
市内を走るメータータクシーが、2008年4月ごろから登場。同年10月現在、依然として台数は少ない。しかし電話予約、無線配車のサービスも受けられるようになっている。

### トックトック
観光客の足として、バイクの後ろにカーゴを連結させ、そこに客が乗車できる仕様。料金は交渉制で、下記のモト・ドップの1.5～2倍ほどの料金。

### モト・ドッブ(バイクタクシー)
庶民の足として、バイクの後ろに客を乗せるモト・ドッブ(バイクタクシー)が市内を流して走っている。料金は交渉制。

### 水路
シソワット・キーの船着場から隣国ベトナムのヴィンスーン国境を経てチャウドックまでメコン川を通行する国際ボートをいくつかの旅行会社が運営している。

## 放送
| 周波数   | 局名                            |
| 918kHz   | カンボジア国営放送              |
| 88.0MHz  | スウィートFM(クメール語/中国語) |
| 89.5MHz  | ボイス・オブ・ニューライフ      |
| 90.0MHz  | FM90                            |
| 90.5MHz  | Ta Phrom Radio                  |
| 92.0MHz  | フランス国際放送(フランス語)    |
| 93.5MHz  | FM93.5                          |
| 95.0MHz  | Eagle 95                        |
| 97.0MHz  | Planet 97FM                     |
| 97.5MHz  | Love FM(英語)                   |
| 98.0MHz  | FM98                            |
| 99.0MHz  | FM99                            |
| 99.5MHz  | FEBC MANILA                     |
| 100.0MHz | BBC(英語)                       |
| 101.5MHz | ラジオ・オーストラリア(英語)    |
| 102.0MHz | WMC Radio                       |
| 103.0MHz | Municipality Radio(クメール語)  |
| 105.5MHz | Radio Beehive                   |
| 107.0MHz | Khmer FM                        |

- 局横の括弧がない局は、現地語で放送

## 観光

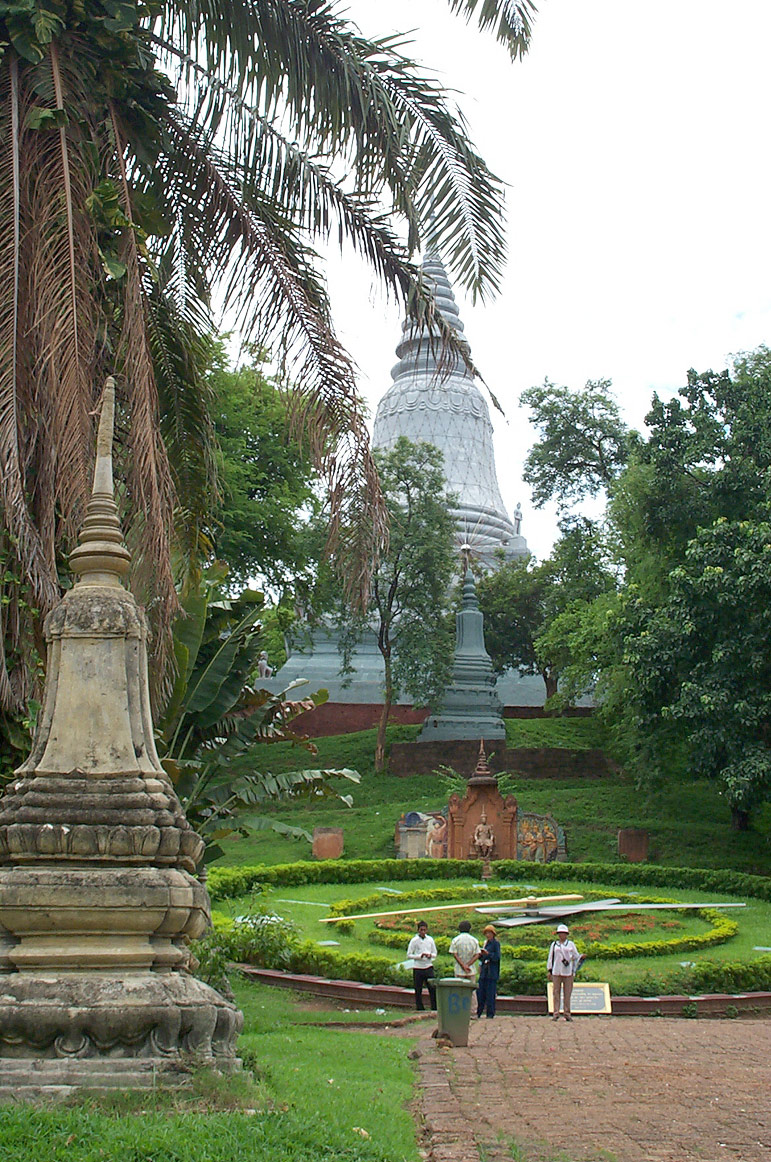
ワット・プノン

国立博物館があり、アンコール遺跡の複製品がある。また本物のライ王の像などがある。
- 王宮
- シルバー・パゴダ
- ワット・プノン
- 独立記念塔
- 国立博物館
- トゥールスレン博物館
- キリング・フィールド
- 戦争犯罪博物館
- セントラル・マーケット
- チュロイチョンワー橋（日本橋）
- イオンモールプノンペン

## 姉妹都市
- ロングビーチ、アメリカ合衆国
- ローウェル、アメリカ合衆国
- プロビデンス、アメリカ合衆国
- バンコク、タイ
- ハノイ、ベトナム
- ホーチミン、ベトナム
- カントー、ベトナム
- ラムドン省、ベトナム
- ヴィエンチャン、ラオス
- サワンナケート県、ラオス
- マンダレー、ミャンマー
- 北京、中華人民共和国
- 重慶、中華人民共和国
- 合肥、中華人民共和国
- 昆明、中華人民共和国
- 上海、中華人民共和国
- 深圳、中華人民共和国
- 釜山、大韓民国
- 仁川、大韓民国
- 日本 福岡県北九州市
- 汕頭、中華人民共和国[8]

## 出身人物
- ノロドム・スラマリット - カンボジア国王
- ノロドム・シハヌーク - カンボジア国王
- ノロドム・シハモニ - カンボジア現国王
- ソン・サン - 政治家
- ノロドム・ラナリット - 政治家
- ペン・ヌート - 政治家
- ロン・ボレ（英語版）  - 政治家
- マイ・ソン・ソティアリー - 作家
- チュット・ソヴァン・パンニャー - 歌手
- フランソワ・チャウ - 俳優
- パトリシア・ヒー＝ブーレ - テニス選手